# Taormina Film Fest 2005
La 51ª edizione del Taormina Film Fest si è svolta a Taormina dall'11 al 18 giugno 2005.
Il festival ha sede presso le sale del Palazzo dei Congressi e il Teatro Greco. La direzione artistica è di Felice Laudadio, in carica dal 1999.

## Le sezioni
Sono previste cinque sezioni, articolate in due categorie in concorso ("Cinema nel mondo" e "I corti a Taormina"), una fuori concorso ("Il Grande Cinema al Teatro Greco"), un evento speciale (cerimonia di consegna dei premi di "ItaliaFilmFest 2005") e un contenitore di lezioni di cinema.

### Cinema nel mondo
In concorso una selezione di dodici lungometraggi internazionali.
- Nordkraft di Ole Christian Madsen ( Danimarca)
- Limbo di Thomas Ikimi ( USA)
- Guy X di Saul Metzstein ( Regno Unito/Canada/Islanda)
- Apnea di Roberto Dordit ( Italia)
- Shiza di Guka Omarova ( Germania)
- Bye Bye Blackbird di Robinson Savary ( Lussemburgo)
- Gli occhi dell'altro di Gianpaolo Tescari ( Italia)
- Hill 16 di Dermot Doyle ( Irlanda)
- RH + di Jaroslaw Zamojda ( Polonia)
- Call of Gabriel (Ava-Ye Jebreyeel) di Cyrus Ranjbar ( Iran)
- I Am a Sex Addict di Caveh Zahedi ( USA)
- The Fever di Carlo Nero ( Regno Unito)

### Il Grande Cinema al Teatro Greco
Sette film in anteprima mondiale o europea proiettati al Teatro Greco di Taormina.
- Shadows Of Time di Florian Gallenberger (Germania)
- Incautos di Miguel Bardem Aguado (Spagna)
- The Game Of Their Lives di David Anspaugh (USA)
- Ti piace Hitchcock? di Dario Argento (Italia)
- Sergio Amidei. Ritratto di uno scrittore di cinema di Ettore Scola e Silvia Scola (Italia)
- Ecuba di Giuliana Berlinguer (Italia)
- Batman Begins di Christopher Nolan (Regno Unito)
- The Shadow Dancer di Brad Mirman (Italia/Regno Unito/Francia)
- Le couperet di Costa-Gavras (Francia)

### I corti a Taormina
Tredici corti di produzione internazionale che concorrono al Taormina Arte Award per il miglior cortometraggio.
- Noi siamo seta di Lorenzo Sportiello ()
- Ten Minute Movie di Imogen Murphy ()
- Nightshift di Shari Yantra Marcacci ()
- La scarpa di Andrea Rovetta ()
- Da Quixote di Terry O'Leary ()
- Poulet-poulet di Damien Chemin ()
- Fuori servizio di Maurizio Cohen ()
- Agricoltural Report di Melina Sydney Padua ()
- Diario de un desamor di Patricia Campo ()
- Yellow Bird di Jessie Wallace ()
- Senza tempo di A. Bellia e G. Iuculano ()
- Dediche d'amore di Alessandro Merluzzi ()
- Drops di AA.VV. ()

### Lezioni di cinema
Quattro lezioni di cinema presso il Palazzo dei Congressi tenute da grandi personalità del cinema, attraverso un tributo cinematografico e un incontro pubblico. Nel 2005 sono stati presenti:
- Virna Lisi
- Malcolm McDowell
- Hugh Hudson
- Bob Rafelson
- Irene Papas
- Laura Morante

## Evento Speciale - ItaliaFilmFest 2005
Il 12 giugno ha luogo la cerimonia di consegna dei premi dell'ItaliaFilmFest 2005, in intesa con la Casa del Cinema di Roma.
- Selezione dei film: Paolo D'Agostini (La Repubblica), Fabio Ferzetti (Il Messaggero) e Maurizio Porro (Corriere della Sera).
- Giuria: Felice Laudadio (presidente), Mario Monicelli, Suso Cecchi D'Amico, Tonino Guerra, Ennio Morricone, Giuseppe Rotunno, Dante Ferretti, Roberto Perpignani, Piero Tosi, Vittorio De Seta, Massimo Cristaldi, Luca Magnani, Giovanna Gravina Volonté.
- Premio Suso Cecchi D'Amico per la migliore sceneggiatura: Paolo Sorrentino per Le conseguenze dell'amore
- Premio Tonino Guerra per il miglior soggetto: Paolo Sorrentino per Le conseguenze dell'amore
- Premio Anna Magnani per la migliore attrice: Charlotte Rampling per Le chiavi di casa di Gianni Amelio
- Premio Gian Maria Volonté per il miglior attore: Toni Servillo per Le conseguenze dell'amore di Paolo Sorrentino
- Premio Ennio Morricone per il miglior compositore delle musiche: Franco Piersanti per Le chiavi di casa di Gianni Amelio
- Premio Giuseppe Rotunno per il miglior direttore della fotografia: Mario Amura per Vento di terra di Vincenzo Marra
- Premio Dante Ferretti per il miglior scenografo: Lugi Marchione per La febbre di Alessandro D'Alatri
- Premio Roberto Perpignani per il miglior montatore: Luca Gasparini per Lavorare con lentezza di Guido Chiesa
- Premio Piero Tosi per il miglior costumista: Daniela Ciancio per Il resto di niente di Antonietta De Lillo

## Le giurie

### Giuria internazionale
- Hugh Hudson (Gran Bretagna), presidente
- Moritz De Hadeln (Svizzera)
- Diego Lerer (Argentina)
- Malcolm McDowell (Gran Bretagna)
- Laura Morante (Italia)

### Giuria Fipresci Award
- Michel Ciment (Francia)
- Francisco Ferreira (Portogallo)
- Pamela Bienzobas (Cile)
- Borislav Andjelic (Serbia/Montenegro)
- Umberto Rossi (Italia)

## I premi
- Premio Franco Cristaldi per il miglior produttore: Mariella Li Sacchi e Amedeo Letizia per Il resto di niente di Antonietta De Lillo
- Premio Mario Monicelli per il miglior regista: Francesco Munzi per Saimir
- Regista del miglior film: Saul Metzstein per Guy X
- Miglior attore protagonista: Jason Biggs per Guy X di Saul Metzstein
- Migliore attrice protagonista: Lucrezia Lante della Rovere per Gli occhi dell'altro di Gianpaolo Tescari
- Miglior attore non protagonista: all'intero cast di Nordkraft di Ole Christian Madsen
- Migliore attrice non protagonista: all'intero cast" di Nordkraft di Ole Christian Madsen
- Miglior direttore della fotografia: Christophe Beaucame per Bye Bye Blackbird di Robinson Savary
- Fipresci Award: Bye Bye Blackbird di Robinson Savary

### Premi collaterali
- Premio BNL per il miglior cortometraggio: Melina Sydney Padua per Agricultural Report
- Premio BNL - Menzione speciale per la qualità degli attori: Maryline Canto e Antoine Chappey per Poulet-poulet di Damien Chemin
- Premio BNL opera prima o seconda: Robinson Savary per Bye Bye Blackbird

### Taormina Arte Awards
I Taormina Arte Awards vengono consegnati a personaggi che si sono distinti per il loro contributo al mondo del cinema. In questa edizione ne sono stati assegnati sette. I premiati sono:
- Virna Lisi
- Victoria Abril
- Malcolm McDowell
- Hugh Hudson
- Irene Papas
- Andie MacDowell
- Bob Rafelson